# Distretto di Chiaravalle
Il Distretto di Chiaravalle era il nome di un distretto ideato dal governo della Repubblica Cisalpina nel Dipartimento d'Olona dopo il colpo di Stato del 1798.

## Storia
La Costituzione della Repubblica Cisalpina progettò un nuovo ordinamento degli enti locali lombardi, partendo dal presupposto di una nuova geografia basata su una razionalizzazione illuministica anziché sui retaggi di secoli di storia. La funzione dei distretti, che andavano a sostituire l'istituto plurisecolare della pieve, sarebbe divenuto quello di svolgere le più alte funzioni municipali nelle aree di notevole parcellizzazione comunale. Il golpe militare del 1798 ne ridusse il numero, onde ricavare risparmi per le spese belliche.
Il distretto di Chiaravalle divenne il numero 5 dell'Olona, e raggruppò questi comuni: Basiglio, Bolgiano, Cassino Scanasio, Chiaravalle, Fizzonasco, Foramagno, Linate Inferiore, Linate Superiore, Locate, Macconago, Mezzate, Morsenchio, Nosedo, Opera, Peschiera, Pieve, Pizzabrasa, Poasco, Ponte Sesto, Quinto de' Stampi, Quinto Sole, Romano Paltano, Rozzano, San Donato, Sesto Ulteriano, Tolcinasco, Torriggio, Vajano, Vigentino, Zelo.
L’invasione tedesca del 1799 portò il licenziamento delle nuove autorità e un provvisorio compartimento delle vecchie pievi. Al ritorno dei francesi nel 1800 ora su basi politiche borghesi, tutti i poteri locali furono conferiti all’amministrazione provinciale.

## Territorio
Il territorio del distretto fu composto dal vecchio distretto di Locate con la parte confinante di quello di Linate (ex pieve di San Donato e di Mezzate).